# Sola gratia
Sola gratia («только благодатью») — протестантская теологическая доктрина, согласно которой спасение приходит только даром, как благодать Бога, как незаслуженная милость, а не как что-то заслуженное грешным человеком. Согласно доктрине, Бог является единственным субъектом благодати, то есть благодать всегда действительна, без каких-либо заслуг со стороны человека, а человек не может какими-либо своими действиями заслужить спасение для себя. То есть спасение — это незаслуженный дар от Бога через богочеловека Иисуса Христа.

## Цитаты
Благословен Бог и Отец Господа нашего Иисуса Христа, благословивший нас во Христе всяким духовным благословением в небесах, так как Он избрал нас в Нем прежде создания мира, чтобы мы были святы и непорочны пред Ним в любви, предопределив усыновить нас Себе чрез Иисуса Христа, по благоволению воли Своей, в похвалу славы благодати Своей, которою Он облагодатствовал нас в Возлюбленном, в Котором мы имеем искупление Кровию Его, прощение грехов, по богатству благодати Его, каковую Он в преизбытке даровал нам во всякой премудрости и разумении
— Еф. 1:3-8